# Lac-Sergent
Lac-Sergent est une ville du Québec (Canada), située dans la municipalité régionale de comté de Portneuf, dans la région administrative de la Capitale-Nationale.

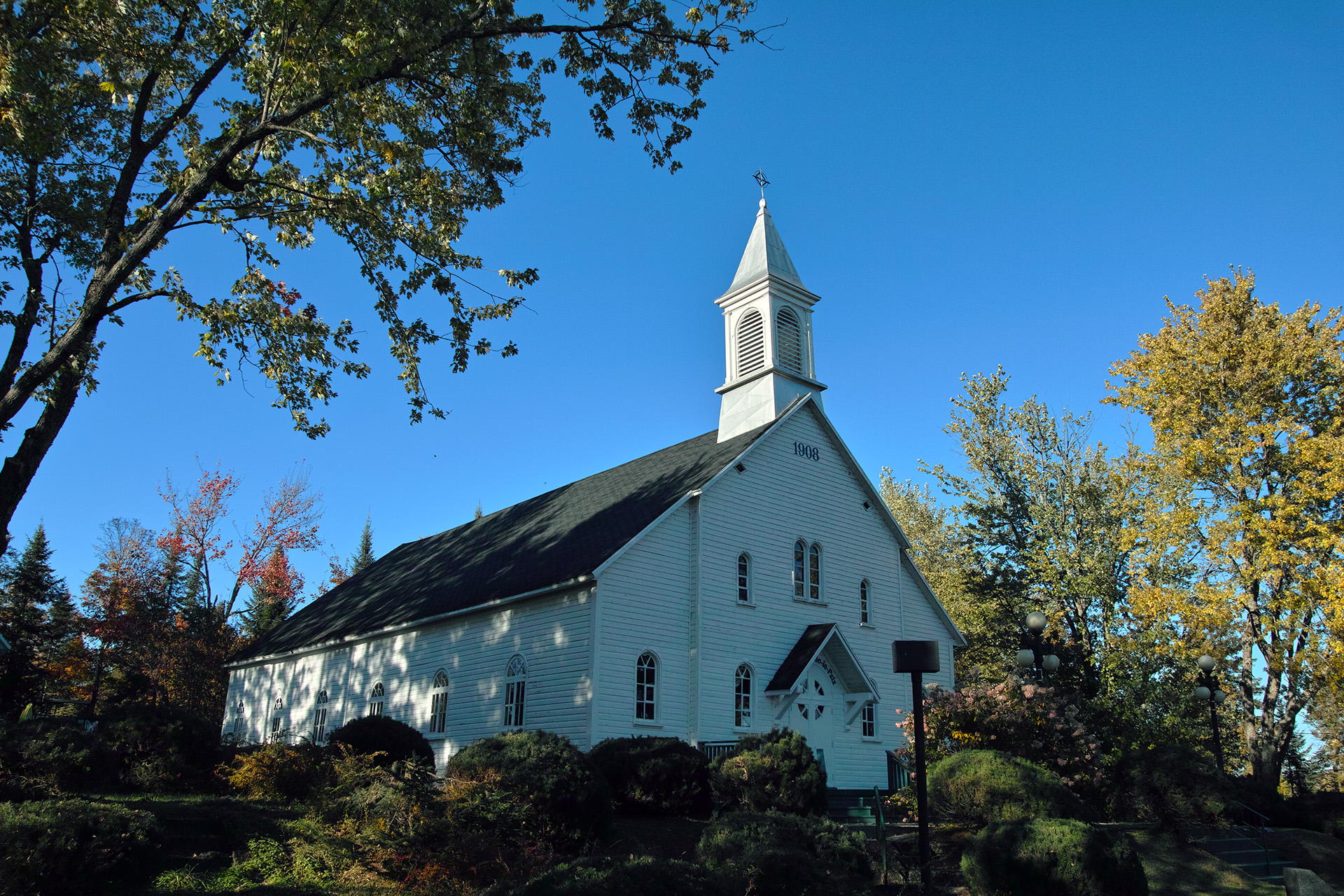
La chapelle Notre-Dame.

## Histoire

### Héraldique
| Vivre en harmonie |
| ----------------- |

| L'écu de Lac-Sergent se blasonne ainsi : Au chef de gueules bordé d’or et chargé de trois chevrons d’or sur fond de sinople (grade de sergent), mouvant d’une champagne burelée-ondée d’argent et d’azur. |

## Géographie
La décharge du lac Sergent coule vers le sud-ouest jusqu'à sa confluence avec la rivière Portneuf dans Saint-Basile.

## Démographie
| 1981 | 1986 | 1996 | 2001 | 2006 | 2011 | 2016 | 2021 |
| ---- | ---- | ---- | ---- | ---- | ---- | ---- | ---- |
| 138  | 188  | 198  | 239  | 423  | 466  | 497  | 541  |

## Administration
Les élections municipales se font en bloc pour le maire et les six conseillers.
| Lac-Sergent Maires depuis 2001                                                                                       |                |         |          |
| Élection | Maire          | Qualité | Résultat |
| 2001 | Guy Beaudoin   |         | Voir     |
| 2005 | Denis Racine   |         | Voir     |
| 2009 | Denis Racine   | Voir    |          |
| 2013 | Denis Racine   | Voir    |          |
| 2016 | René-Jean Pagé |         | Voir     |
| 2017 | Yves Bédard    |         | Voir     |
| 2021 | Yves Bédard    | Voir    |          |
| Élection partielle en italique Depuis 2005, les élections sont simultanées dans toutes les municipalités québécoises |                |         |          |

## Attraits
Comme son nom l'indique, cette ville est située autour du lac Sergent. Elle possède un club de canoë-kayak de vitesse (Club de Canotage du Lac-Sergent - CCLS) ainsi qu'une base de plein-air.